# Sascha Weber (Journalist)
Sascha Weber (* 9. August 1966 in Bonn; eigentlich Alexander Freund, geborener  Weber) ist ein deutscher Journalist und Schriftsteller.

## Leben
Sascha Weber besuchte von 1979 bis 1988 das Collegium Augustinianum Gaesdonck in Goch am Niederrhein. Nach dem Abitur studierte er Politische Wissenschaft, Vergleichende Religionswissenschaft, Kunstgeschichte und Japanologie an der Universität Bonn.
Seine journalistischen Lehrjahre machte Weber beim Westdeutschen Rundfunk. Ab 1997 war er Redakteur und Moderator bei Radio Korea International (RKI) in Seoul. Seit 1998 ist Weber Redakteur und Moderator bei der Deutschen Welle und beim WDR. Er lebt und arbeitet in Köln.
Neben seinen journalistischen Tätigkeiten debütierte Sascha Weber 2005 mit seinem Roman Liebe im vierzigsten Jahr.

## Werke
- Liebe im vierzigsten Jahr. Piper Verlag, München 2005. ISBN 3-492-27110-3.
- Suche Liebe. Biete mich. Piper Verlag, München 2006. ISBN 3-492-26195-7. (Ungekürzte Taschenbuchausgabe von Liebe im vierzigsten Jahr.)